# 三保の松原

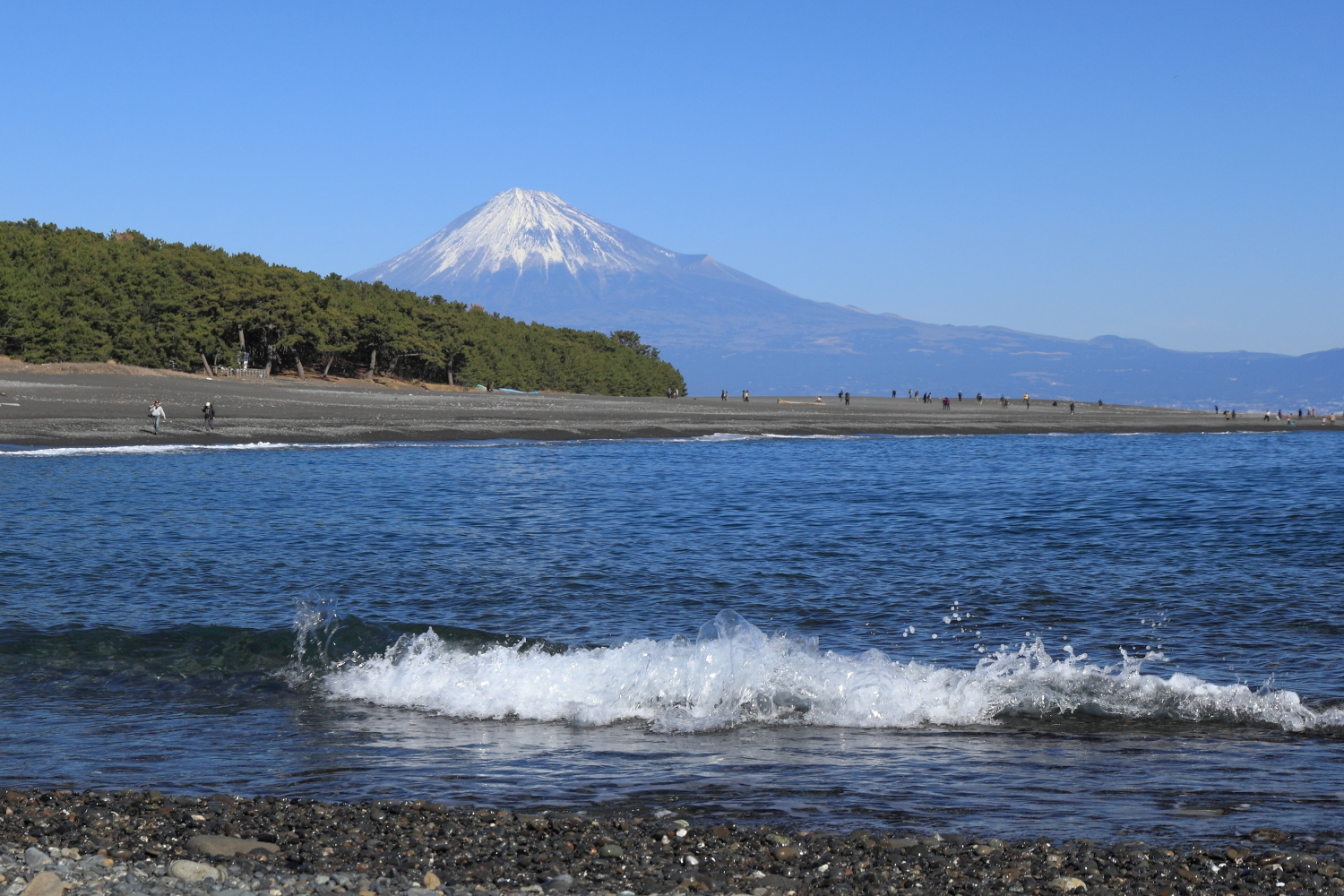
三保松原と富士山

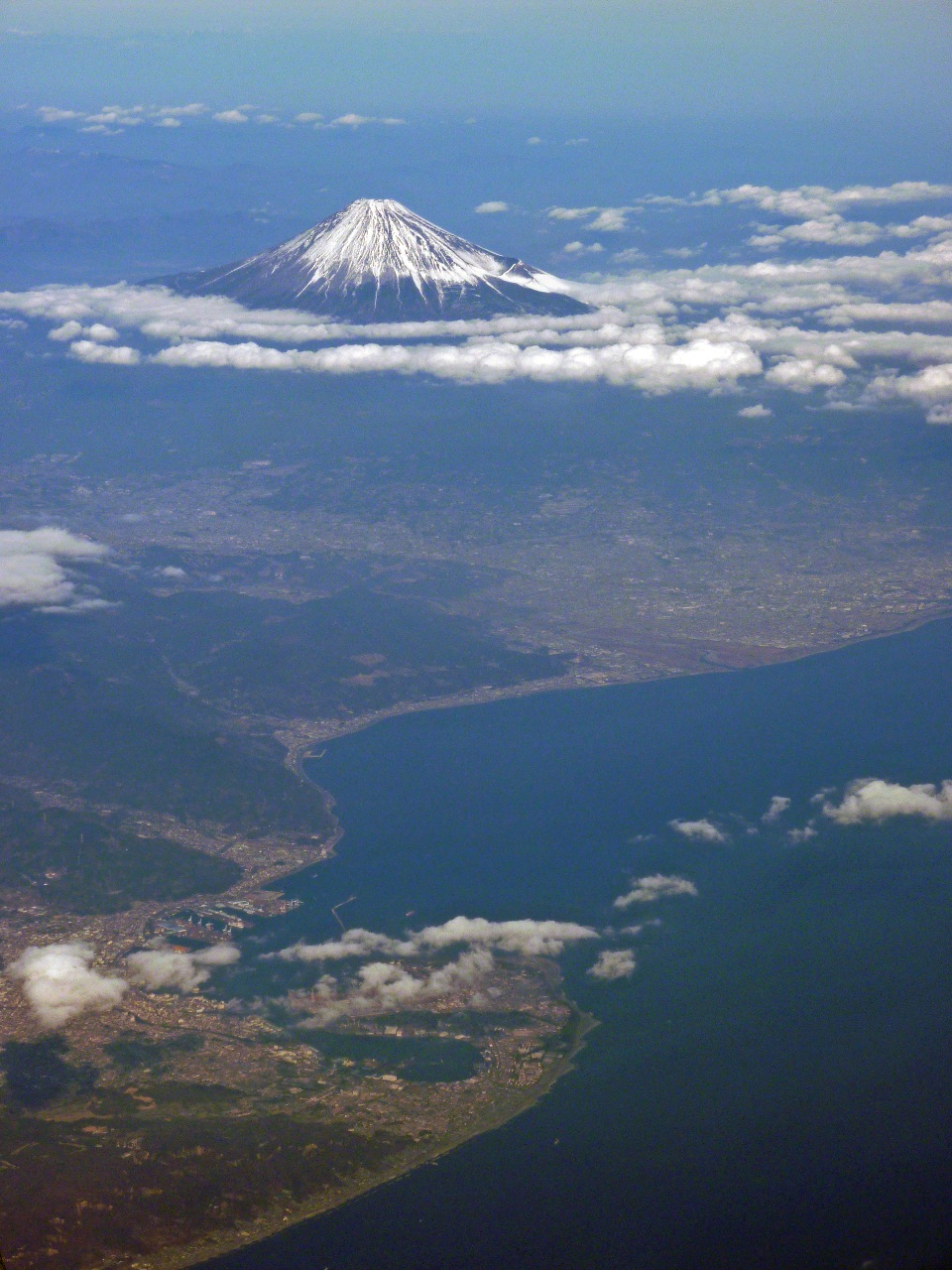
上空から見た三保松原と富士山

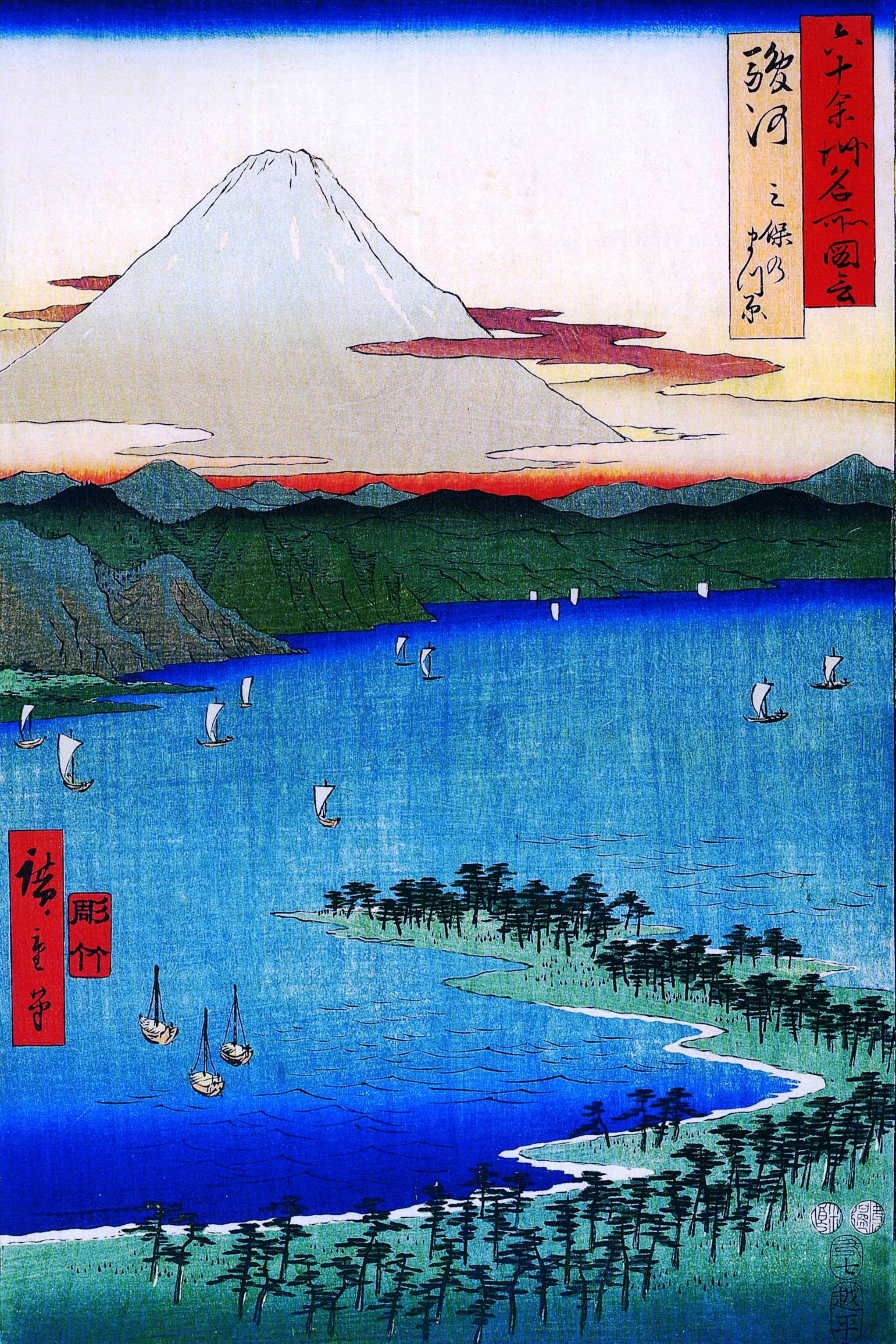
歌川広重の描いた三保松原

岡田紅陽撮影の「三保松原と富士山」（1950年）

三保松原（みほのまつばら）は、静岡県静岡市清水区の三保半島にある景勝地。御穂神社の鎮守の杜として守られてきた。その美しさから日本新三景（大沼、三保松原、耶馬溪）、日本三大松原（三保松原、虹の松原、気比の松原）のひとつとされ、国の名勝に指定されている。また、ユネスコの世界文化遺産「富士山-信仰の対象と芸術の源泉」の構成資産に登録されている。また、2020年（令和2年）6月19日には、文化庁の「日本遺産」のストーリー『日本初「旅ブーム」を起こした弥次さん喜多さん、駿州の旅～滑稽本と浮世絵が描く東海道旅のガイドブック（道中記）～』の構成文化財の1つに認定された。
なお、国の名勝としての指定名称および世界文化遺産・構成資産一覧,日本遺産構成文化財一覧では「三保松原」と表記され、表記にゆれが存在する。新聞等ではハンドブックにより「三保の松原」で表記を統一しているところもある。

## 概要
平安時代から親しまれている三保半島の東側に広がる景勝地である。総延長7キロメートルで、5万4000本の松林が生い茂る海浜と、駿河湾を挟んで望む富士山や伊豆半島の美しい眺めで有名。歌川広重の『六十余州名所図会』「駿河 三保の松原」を始めとする浮世絵にも描かれている。
また、日本最古の和歌集である『万葉集』に、
と詠まれて以降、多くの和歌の題材となり、謡曲『羽衣』の舞台にもなっている。
三保半島は、安倍川から海へと流された土砂が太平洋の荒波に運ばれ、日本平を擁する有度山を削りながら出来た砂嘴である。何百年にわたり流された土砂（漂砂）が静岡海岸、さらには清水海岸に100メートルを超える幅の砂浜を作り、現在の清水港を囲む三保半島、および三保の松原の砂浜を形成した。
羽衣伝説の舞台でもあり、浜には天女が舞い降りて羽衣をかけたとされる「羽衣の松」があり、付近の御穂神社（みほじんじゃ）には羽衣の切れ端といわれるものが保存されている。なお、三保松原は、御穂神社の鎮守の杜である。羽衣の松には毎年元日の朝に大勢の人々が集い、伊豆半島の山々から昇る初日の出を拝んでいる。

## 保全状況

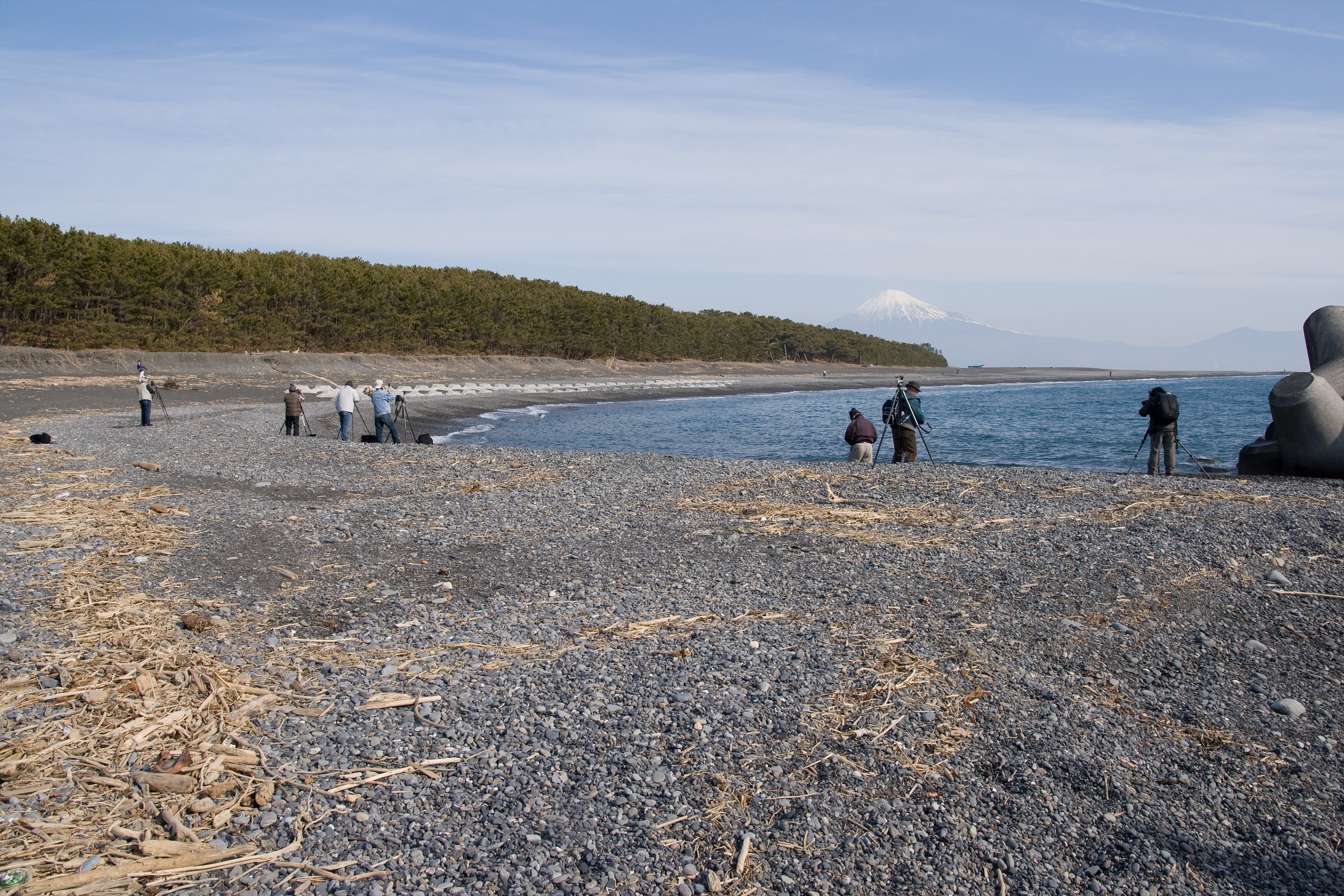
三保海岸は、松林が生い茂る海岸と富士山の撮影スポットとして有名

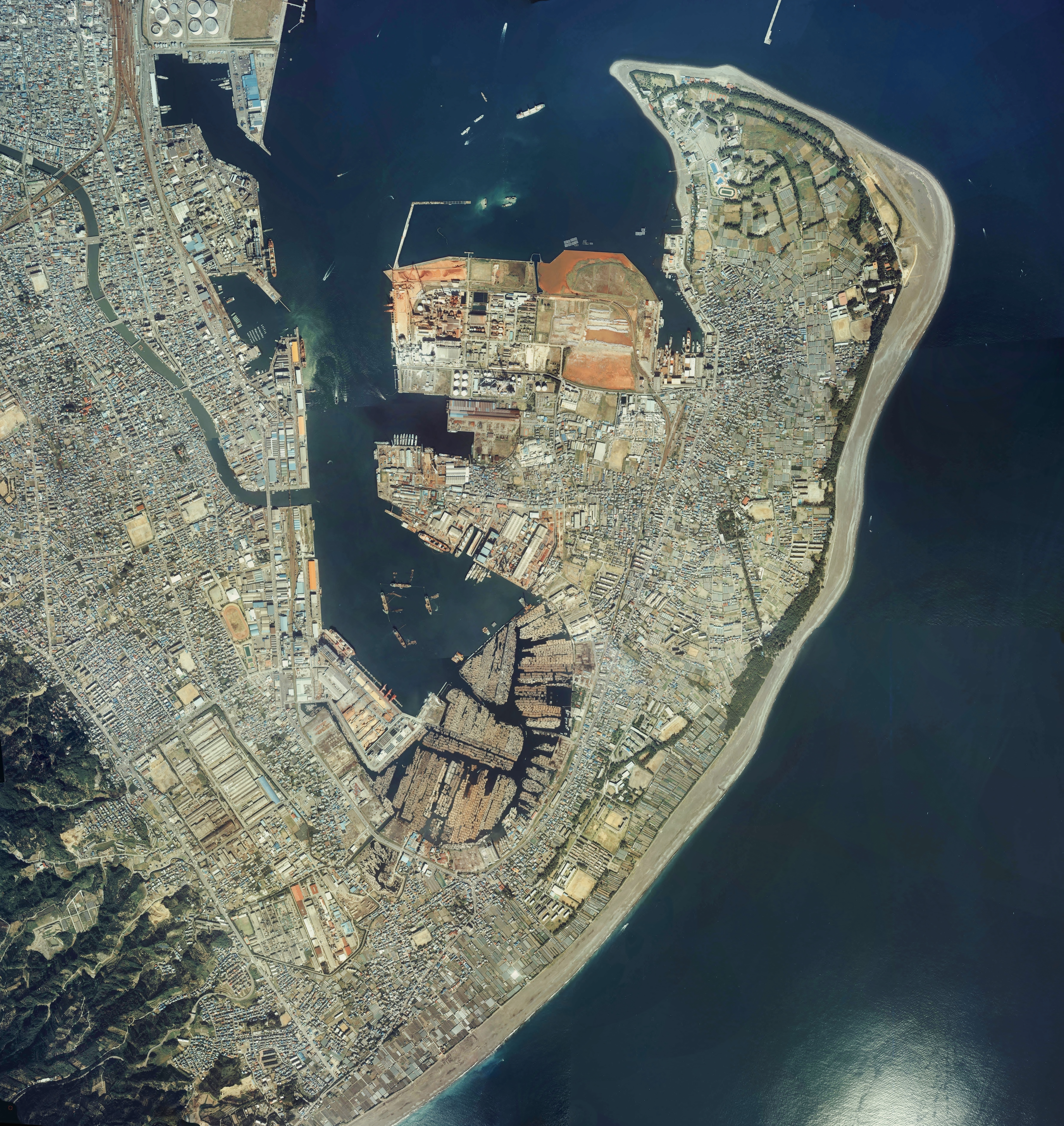
清水港周辺の空中写真。画像右側（東側）の砂浜に見える松林が三保の松原。1983年撮影の12枚を合成作成。
。

### 名勝三保松原
1922年（大正11年）3月8日、史蹟名勝天然紀念物保存法（文化財保護法の前身のひとつ）により、天橋立とともに日本初の名勝に指定された。名勝指定時の面積は339.8ヘクタール（国有地62.8ヘクタール、公有地14.3ヘクタール、民有地261.3ヘクタール）、松の本数は9万3千本（一説には12万本）あったが、第二次世界大戦中の松根油の採取による松林の伐採や、第二次世界大戦後の民有地開発などにより、1991年（平成3年）3月時点では198.2ヘクタール（国有地42.8ヘクタール、公有地14.3ヘクタール、民有地139.7ヘクタール）、松の本数も5万4千本に減少。2014年2月23日の「富士山の日」イベントで松の本数を調査した結果は3万699本であり、25年前とに比べて2万本以上も減少していることがわかった。
- 名勝指定時の範囲（地名は大正11年3月8日内務省告示第49号の表記による）
  - 静岡県安倍郡三保村大字三保
    - 字池、出来輪田、廣道、掛脇、榎窪、大山、宮方、羽衣脇、八木ノ全部

  - 静岡県安倍郡三保村大字折戸
    - 字内原上、前内原、東濱砂、濱砂、奥内原、東濱砂上ノ全部

  - 静岡県安倍郡不二見村大字駒越
    - 字東濱砂、中濱砂、西濱砂、新山ノ全部

1977年（昭和52年）の文部省告示第44号（名勝三保松原の一部指定解除）と1990年（平成2年）の文部省告示第31号（名勝三保松原の追加指定及び一部指定解除）により、前述の通り名勝指定の範囲は減少している。
なお、名勝に指定されている範囲には「名勝三保松原規制地区」が設定されており、現状を変更する際には許可が必要である（文化財保護法第125条）。規制地区は、
1. 特別規制A地区（海岸の浜地）
2. 特別規制B地区（松が密生する範囲）
3. 第1種規制地区（特別規制B地区の周囲にあって松が生育している範囲）
4. 第2種規制地区（第1種規制地区の外側にあって松が散在する地域）
5. 第3種規制地区（規制の緩衝地域）

の5つに区分され、松原を形成する「特別規制B地区」の規制が最も強く、これを取り巻くように規制が緩くなっている。許認可は、静岡市が策定した「保存管理計画」（2010年改訂）に基づいて判断され、特別規制A、B地区は国（文化庁長官）、その他の地域は静岡市の許可が必要である。

### 風致地区等
1933年（昭和8年）4月13日には三保久能海岸風致地区に、1951年（昭和26年）3月6日には日本平県立自然公園（現在の日本平・三保松原県立自然公園）区域、潮害防備保安林に指定されている。

### 世界文化遺産
三保松原は世界文化遺産「富士山－信仰の対象と芸術の源泉」の構成遺産のひとつに登録されている。当初のICOMOSによる登録勧告では三保松原だけが富士山から45キロメートルも離れていて、山としての完全性を証明することに寄与していないという理由で除外すべきと勧告されたが、最終的には登録されている。ユネスコに提出した世界文化遺産推薦書によると、構成資産は羽衣公園付近から真崎までの清水海岸（砂浜および松林）、御穂神社境内全域と「神の道」、清水灯台（三保灯台）などで構成され、資産面積：64.4ヘクタール、緩衝地帯面積：252.0ヘクタールが指定されている。

### ガイダンス施設

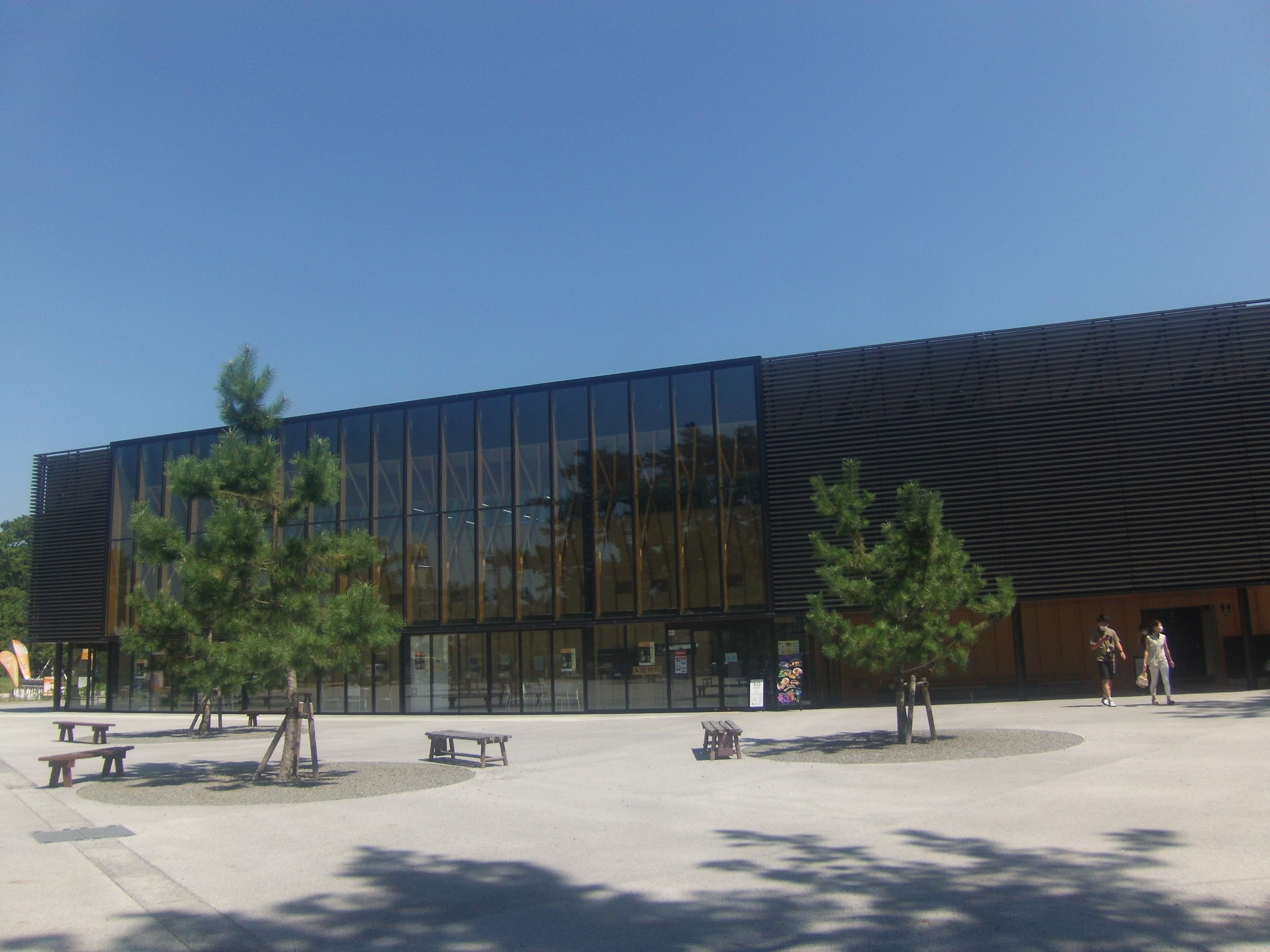
みほしるべ

三保松原を含む富士山関連資産が世界遺産に登録されたことをうけ、世界遺産条約に基づき富士宮市に静岡県富士山世界遺産センターが開設されたが、登録時に問題となった三保松原と富士山の距離の隔たりや他の構成資産とは異なる性質（多くが登録名称にある「信仰の対象」であるのに対し三保松原は「芸術の源泉」）であることの基本的解説、環境保全観察の前線基地設置の必要性などから「三保松原ビジターセンター（仮称）」設立が計画され、2019年（平成31年）3月30日に「静岡市三保松原文化創造センター・みほしるべ」（北緯34度59分43.59秒 東経138度31分21.9秒 / 北緯34.9954417度 東経138.522750度）がオープンした。
鉄筋コンクリート造2階建て、正面ガラス張り。一部ピロティ構造。設計はアプルデザインワークショプ。延床面積 1143.73㎡、展示面積 587㎡。入館無料。年中無休。1階展示室では富士山信仰と三保松原、羽衣伝説、芸術の源泉など歴史・文化面の紹介や4Ｋ映像上映、2階では松の生態など自然科学分野を紹介。

## 羽衣の松

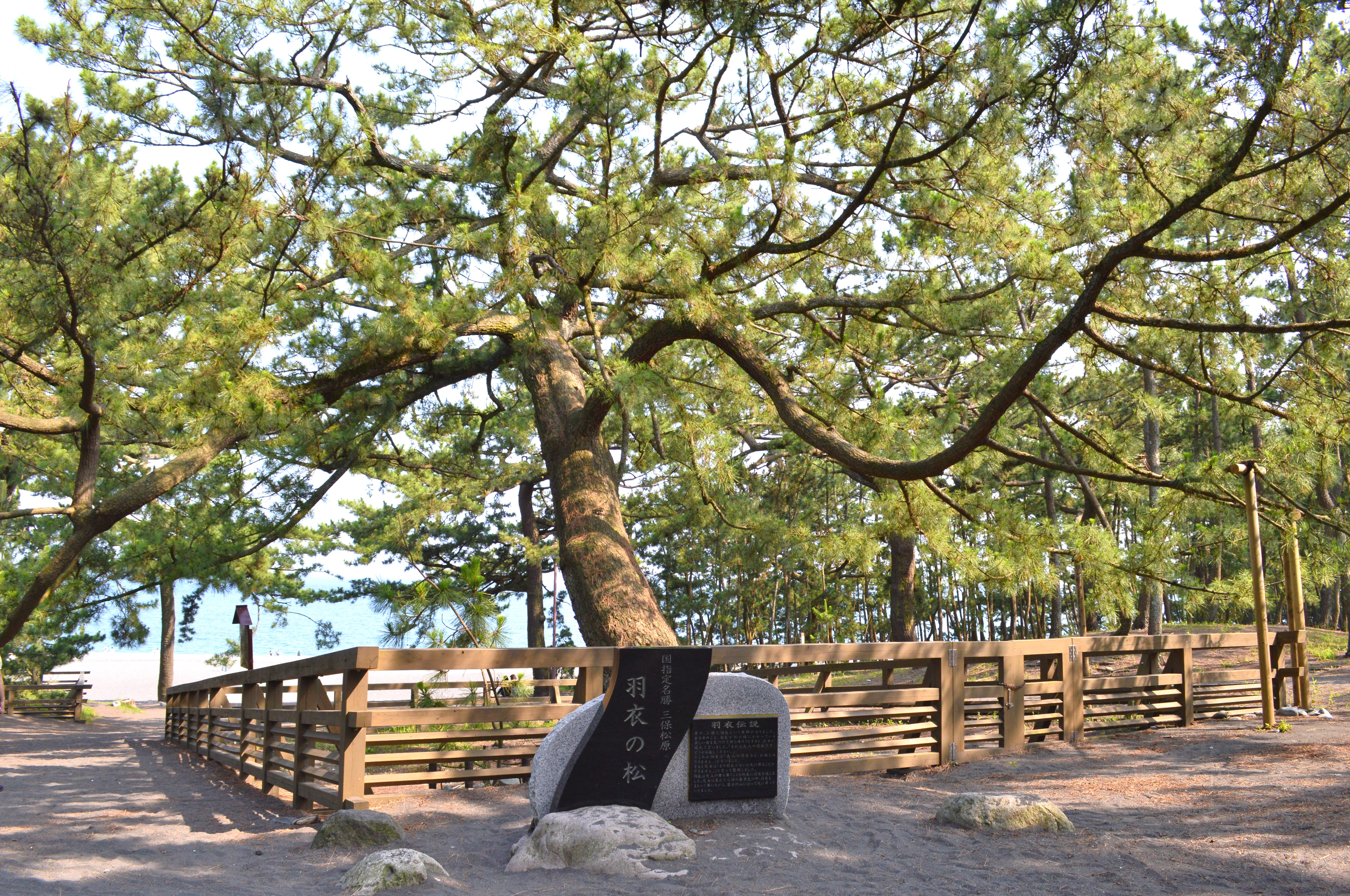
三代目「羽衣の松」

羽衣の松は御穂神社の神体で、祭神の三穂津彦命（大国主命）・三穂津姫命が降臨する際の依り代とされる。初代「羽衣の松」は1707年（宝永4年）の宝永大噴火の際に海に沈んだと伝えられる。
二代目「羽衣の松」は高さ約10メートル、外周5メートル、樹齢650年 のクロマツで、立ち枯れが進んだため、2010年（平成22年）10月に近くにある別の松を三代目の「羽衣の松」に認定して世代交代した。2013年（平成25年）7月3日に先代の「羽衣の松」は約3メートルの幹を残して伐採された。

## 海岸浸食の問題
三保松原の砂浜は1980年代から海岸浸食による消失の危機に見舞われている。原因は、1960年代に安倍川で大量に砂利を採取したこと、安倍川で砂防堰堤や護岸工事を行ったために川から供給される砂や礫が減少し、波や沿岸流で供給される流砂と波によって侵食される土砂の需給バランスが崩れたためと考えられている。静岡県は1989年（平成元年）2月に海岸保全事業を策定し、海岸から100メートル程の地点に消波ブロックを点在して設置したり、離岸堤式ヘッドランド（人工岬）やL字突堤型ヘッドランドを設置して侵食を抑え、砂の補給による養浜対策を講じている。

## 松枯れの問題
「羽衣の松」を含む多くの松林が徐々に枯死する松枯れも進行している。静岡市などが対策に乗り出しており、松食い虫防除のための予防剤注入やシロアリの防除を行うほか、市有林については、松の防除履歴などの個体管理台帳を作成する予定である。
2015年からの調査で、松の付近の地中に砂が固くなった固結層があり、それが根に空気や水を通さないことが松が弱る原因の一つと見られていた。
2016年からの調査では、固結層に起因する降雨時の表面流出が深刻なことがわかった（参考：最近の雨での流出後の画像 … 2018年3月9日の20ミリの雨量を超えたあとで流出した際の映像）。
そして、羽衣の松周辺の地中にある砂などが固まった固結層の生成原因の一つが、周辺で営業する売店が店舗の回りに廃棄しているコンロの煉炭灰であることがわかった（固結層中にカルシウム、炭素、硫黄、煉炭を作る際につかう粘土の一種「ベントナイト」が観察されたことによる）。ベントナイト、多量の雨水、観光客による踏み固め、風による砂の供給などが固結層の生成と広がった理由と考えられている。
煉炭の灰については、50年ほど前から売店がそれぞれ１日一個分くらいの灰をだしていたと報道されている。
これまでの理由が不明なまま「松の木を守る」という対症療法的な対策から、今回同定された原因を除去する対策の検討が重要である。対策として以下が土木学会誌レポートに提案されている。
- 既存の固結層を除去する。
- 廃棄された煉炭灰を撤去する。
- 売店の屋根からの雨水を遠方に排水する。
- 固結層を破壊した部分の養生のために周遊ルートを変更する。

根への空気、水の供給を確保するために固結層を崩すことは、同時に、降雨時に固結層の上の砂が流れてしまうことも防ぐということで重要である。
固結層の問題が認識されて以来、ボランティアによる固結層の除去作業が折に触れて行われている。

## 羽衣伝説に関する逸話

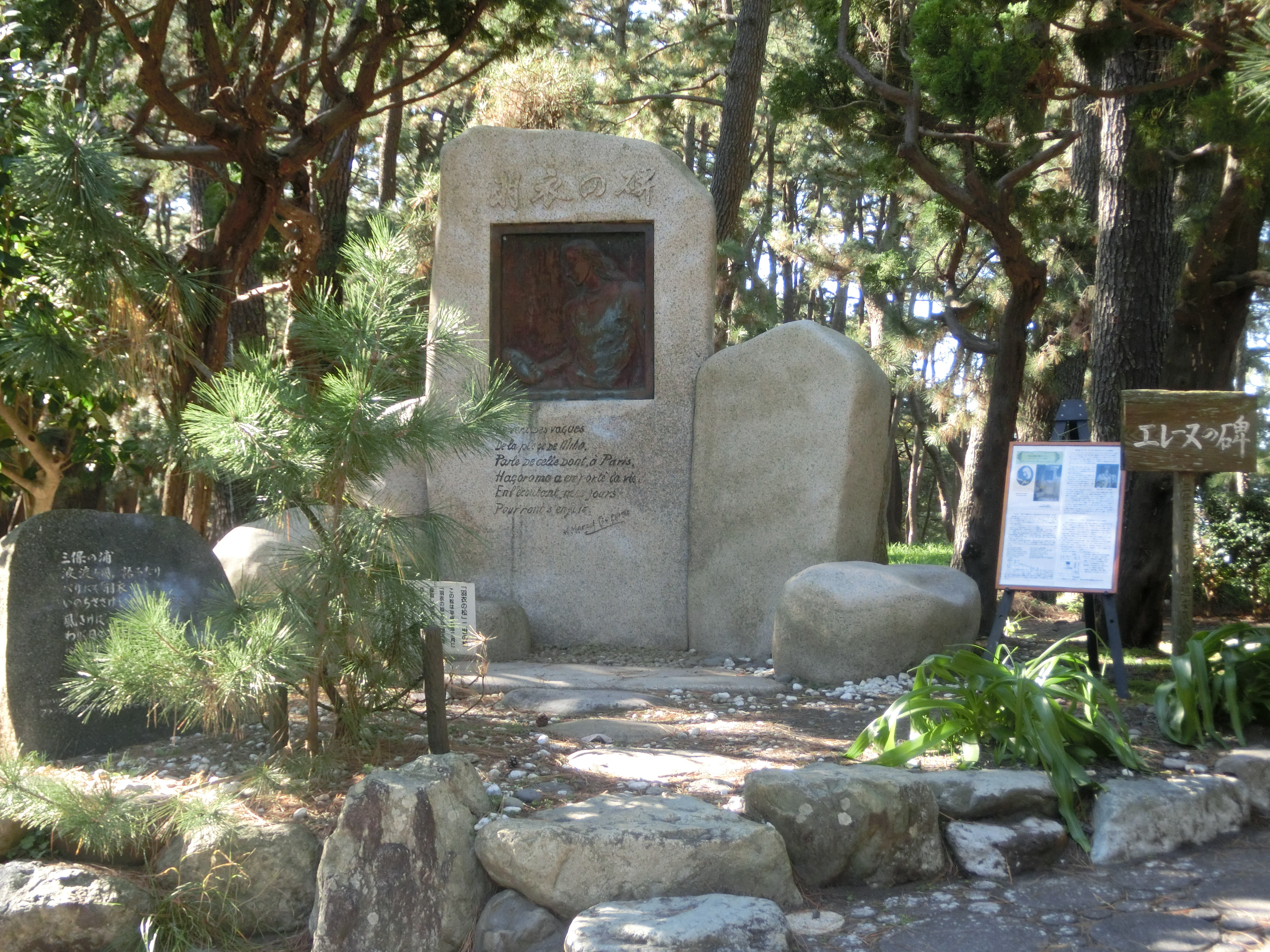
羽衣の碑

フランスのダンサー、エレーヌ・ジュグラリスはさらなる舞踊を求めて日本の「能」を研究する中で「羽衣伝説」を知り、これを題材にした作品「羽衣」を発表。彼女は来日して伝説の舞台となった三保松原を訪れることも希望していたが、病気により叶うことなく35歳の若さで亡くなってしまう。臨終の際には夫に「せめて髪と衣装だけは三保の松原に」と遺言を残し、それに基づいて夫は彼女の衣装と遺髪を持って来日した。
この秘話に共感した地域住民により、1952年（昭和27年）にエレーヌの功績を称え「羽衣の碑（エレーヌの碑）」が完成、その碑の袂には彼女の遺髪が納められている。

## 歴史
江戸時代の絵図によると、当時は三保半島のすべてが松で覆われていた。三保は江戸幕府の直轄地（天領）であり、御穂神社の朱印地（寺社領）、いわゆる鎮守の杜として所領が安堵されていたが、明治維新後に杜の禁が解かれ、御穂神社周辺の松は旧幕臣の手により壊滅的に伐採されたと伝わる。
また、三保半島は過去の地震で度々沈降したと伝えられ、三保松原や砂浜も被害を受けている。

### 近代以降
- 1898年（明治31年） - 第1次森林法により保安林に指定
- 1916年（大正5年）5月 - 実業之日本社主催による日本新三景に選定
- 1918年（大正7年）6月9日 - 日本新三景記念碑（揮毫は元帥伯爵東郷平八郎）の除幕式を挙行
- 1922年（大正11年）3月8日 - 名勝三保松原の指定（内務省告示第49号[1][27]）
- 1933年（昭和8年）4月13日 - 三保久能海岸風致地区に指定
- 1951年（昭和26年）3月6日 - 日本平県立自然公園に指定（静岡県告示第127号）
- 1977年（昭和52年）4月1日 - 名勝三保松原の一部指定解除（文部省告示第44号）
- 1987年（昭和62年）1月10日 - 日本の白砂青松100選に選定[28]
- 1990年（平成2年）3月29日 - 名勝三保松原の追加指定及び一部指定解除（文部省告示第31号）
- 2007年（平成19年）3月27日 - 日本平県立自然公園から日本平・三保松原県立自然公園に名称変更（静岡県告示第313号[29]）
- 2013年（平成25年）6月22日 - ユネスコの世界文化遺産「富士山-信仰の対象と芸術の源泉」（日本の世界遺産としては17件目）の構成資産に登録
- 2020年（令和2年）6月19日 - 文化庁の「日本遺産」ストーリー『日本初「旅ブーム」を起こした弥次さん喜多さん、駿州の旅～滑稽本と浮世絵が描く東海道旅のガイドブック（道中記）～』の構成文化財に認定[2]

## 周辺の観光スポット
- 御穂神社 - 三保松原は、常世の国から神を迎える御穂神社の鎮守の杜である。芸能の神、大漁豊作・商売繁盛の神である。
- 羽衣の松 - 天女が羽衣をかけたとされる老松。2010年（平成22年）10月に世代交代した。
- 羽車神社 - 「羽車磯田社」とも言い、御穂神社の離宮。
- 神の道 - 樹齢200 - 300年の老松の並木が500メートルほど続く、御穂神社から羽衣の松までを結ぶ道。毎年2月14日の深夜にこの道を通って神を天からお迎えする神事が行われている。
- エレーヌの碑（羽衣の碑） - 上述のエレーヌの顕彰のために建立された慰霊の碑。
- 伯良神社 - 羽衣伝説に登場する漁夫の屋敷跡とされる神社。
- 清水灯台（三保灯台） - 近代化産業遺産及び土木学会選奨土木遺産に認定されている。
- 東海大学海洋科学博物館
- 東海大学自然史博物館
- みほしるべ（静岡市三保松原文化創造センター）

## 交通

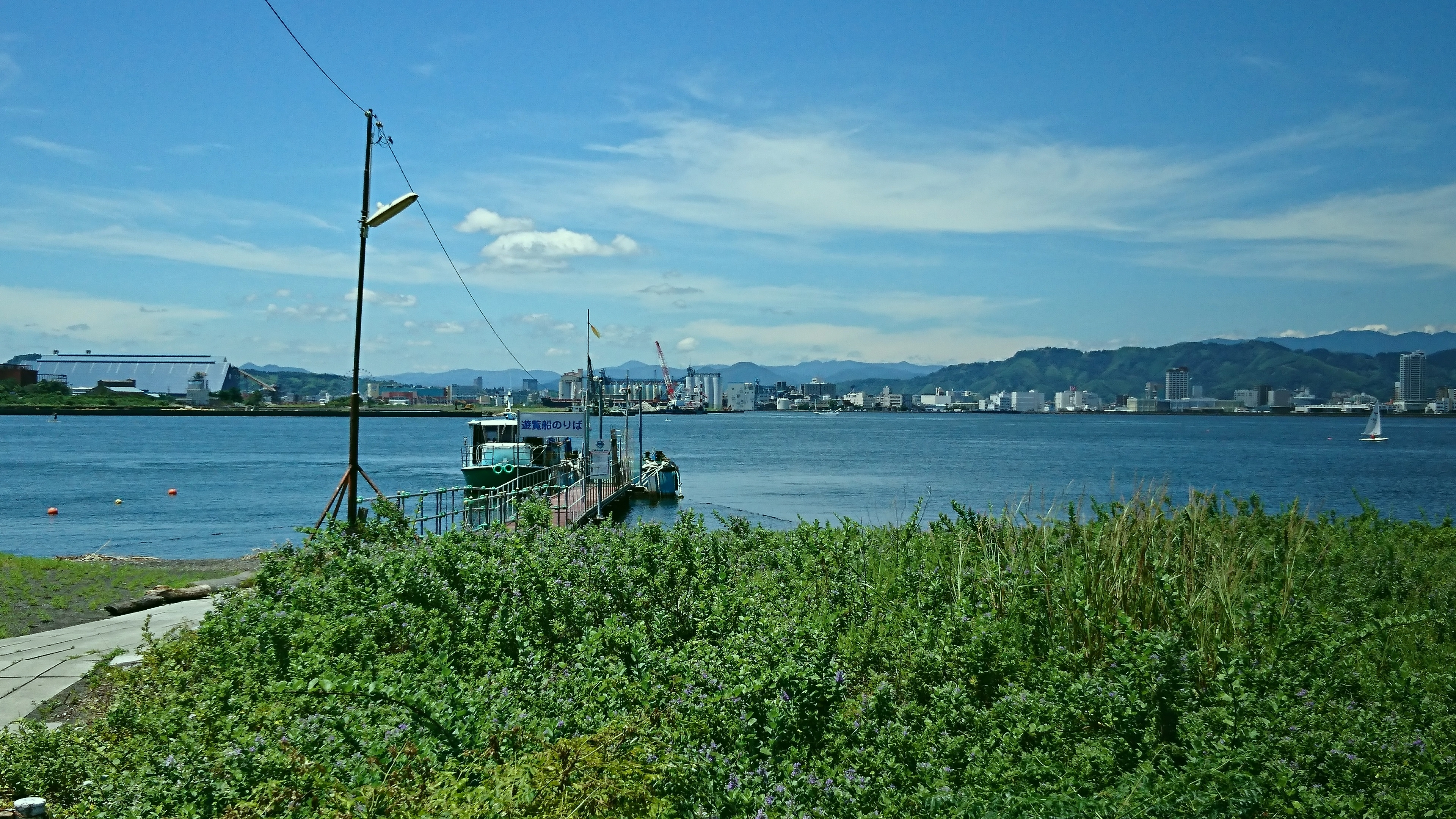
水上バスの三保桟橋

- 東海旅客鉄道（JR東海）東海道本線・清水駅、静岡鉄道静岡清水線・新清水駅よりしずてつジャストライン三保山の手線に乗車、「三保松原入口」下車、徒歩約15分、または「世界遺産三保松原」下車、徒歩約5分
- 江尻のりば（清水駅）、日の出のりばよりエスパルスドリームフェリー・水上バス乗船、三保桟橋下船。
- 静岡県道199号三保駒越線「三保松原入口」交差点右折、約5分

## ギャラリー

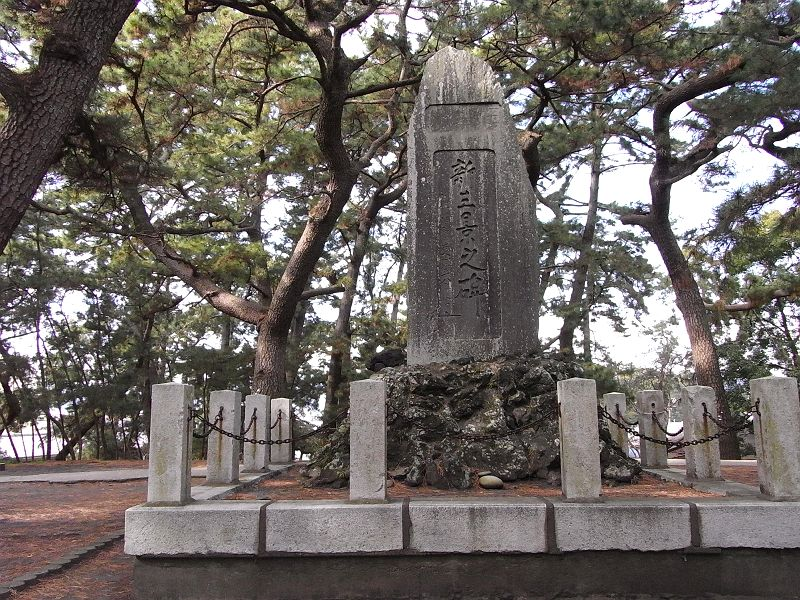
新三景之碑（2009年1月27日撮影）
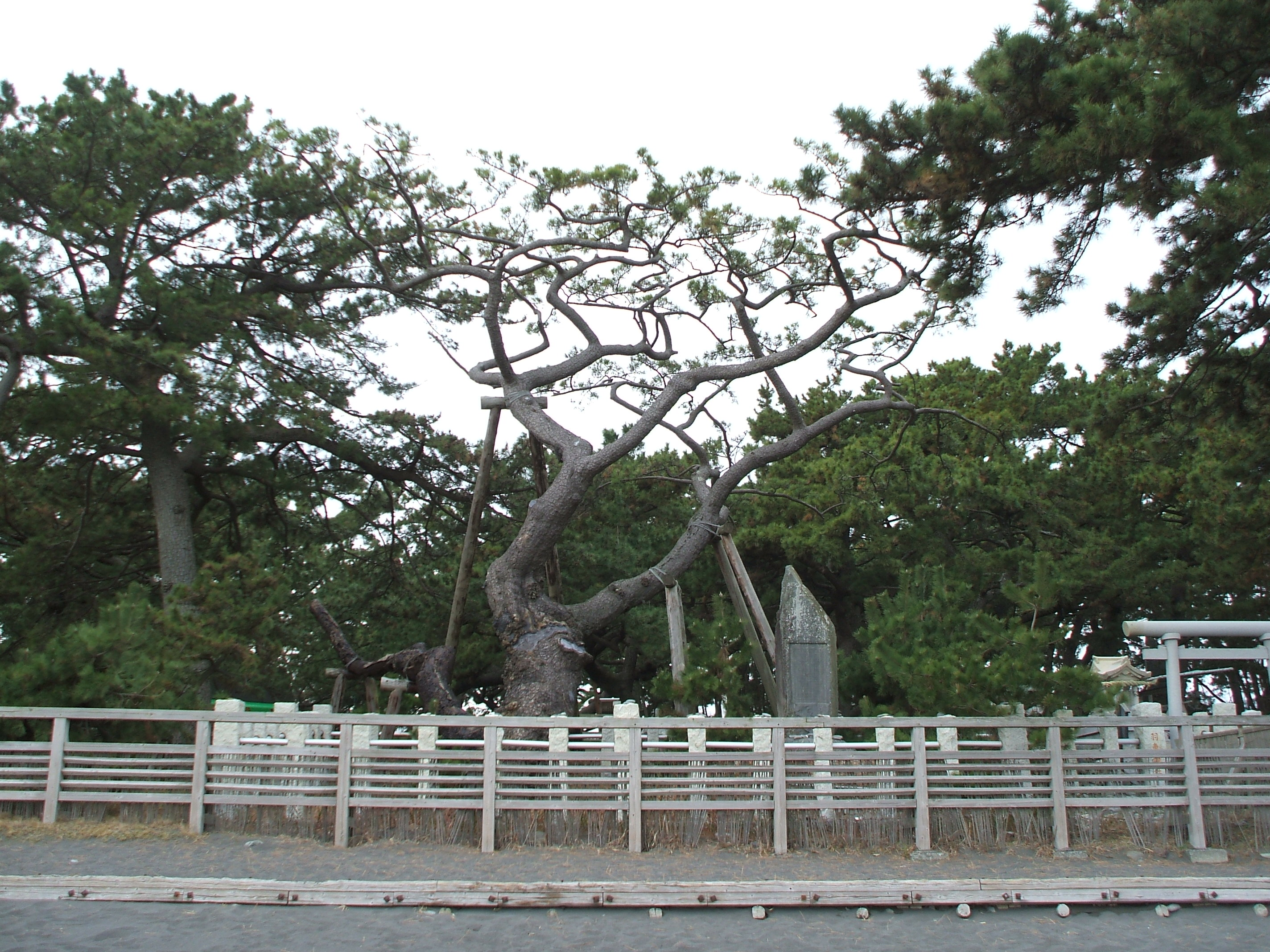
旧羽衣の松（二代目）。2013年7月伐採
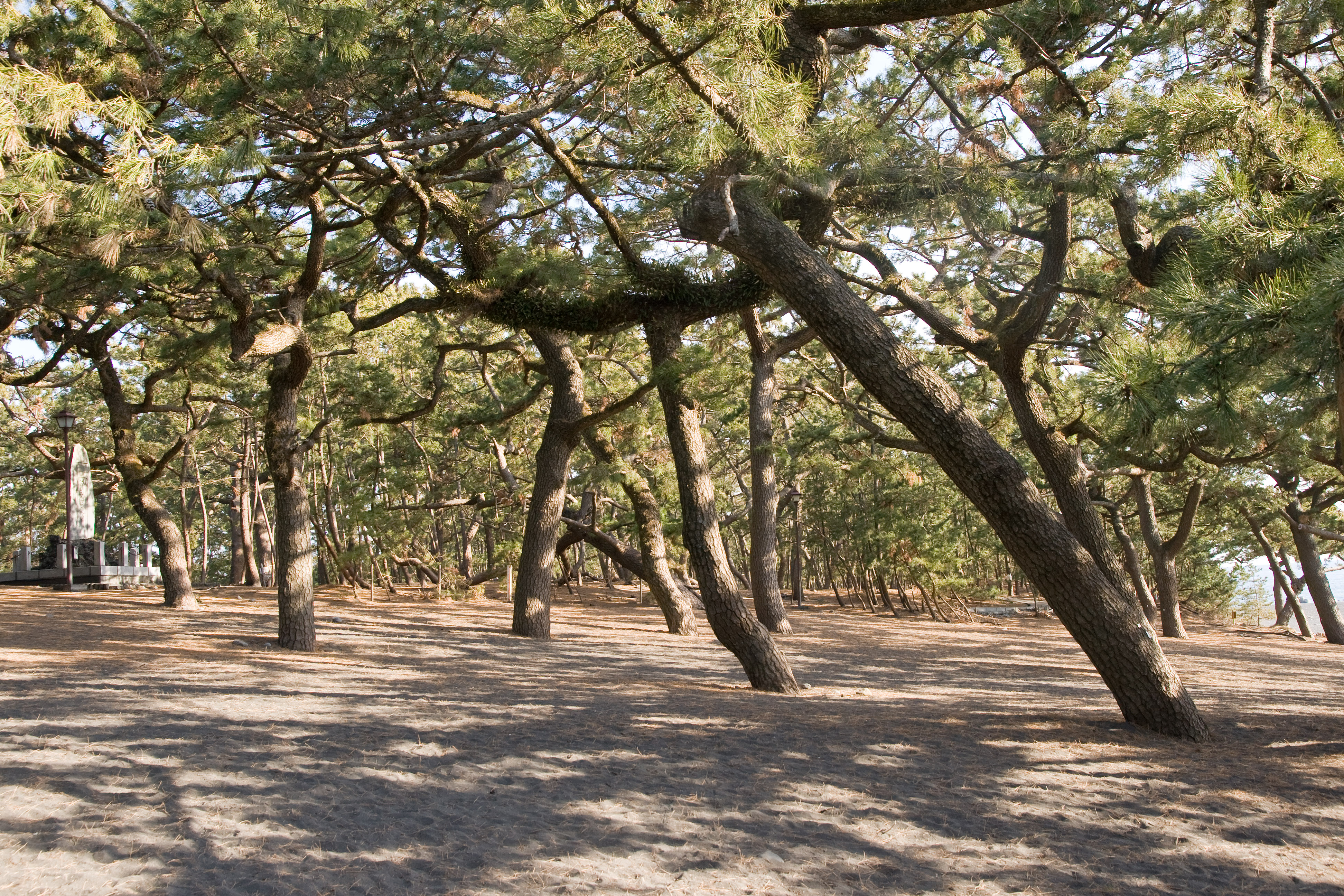
三保松原の松林
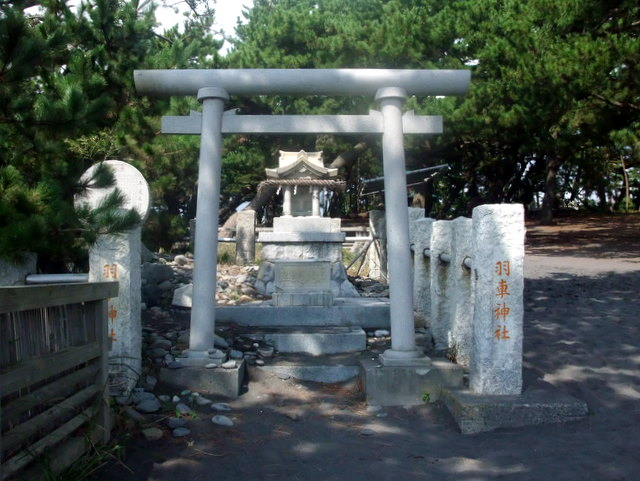
羽車神社。御穂神社の離宮
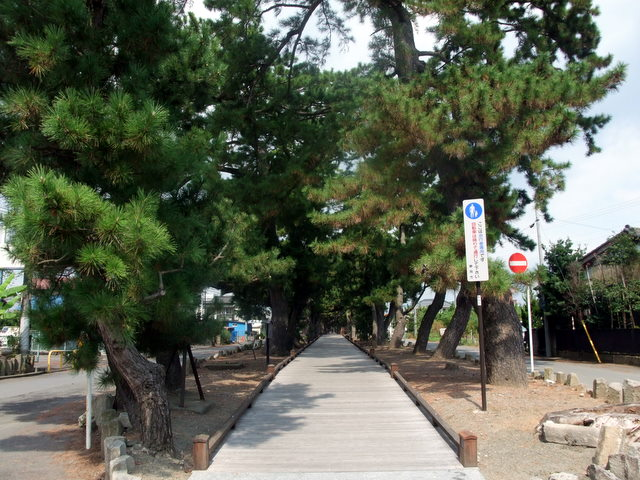
神の道。御穂神社から羽衣の松までを結ぶ
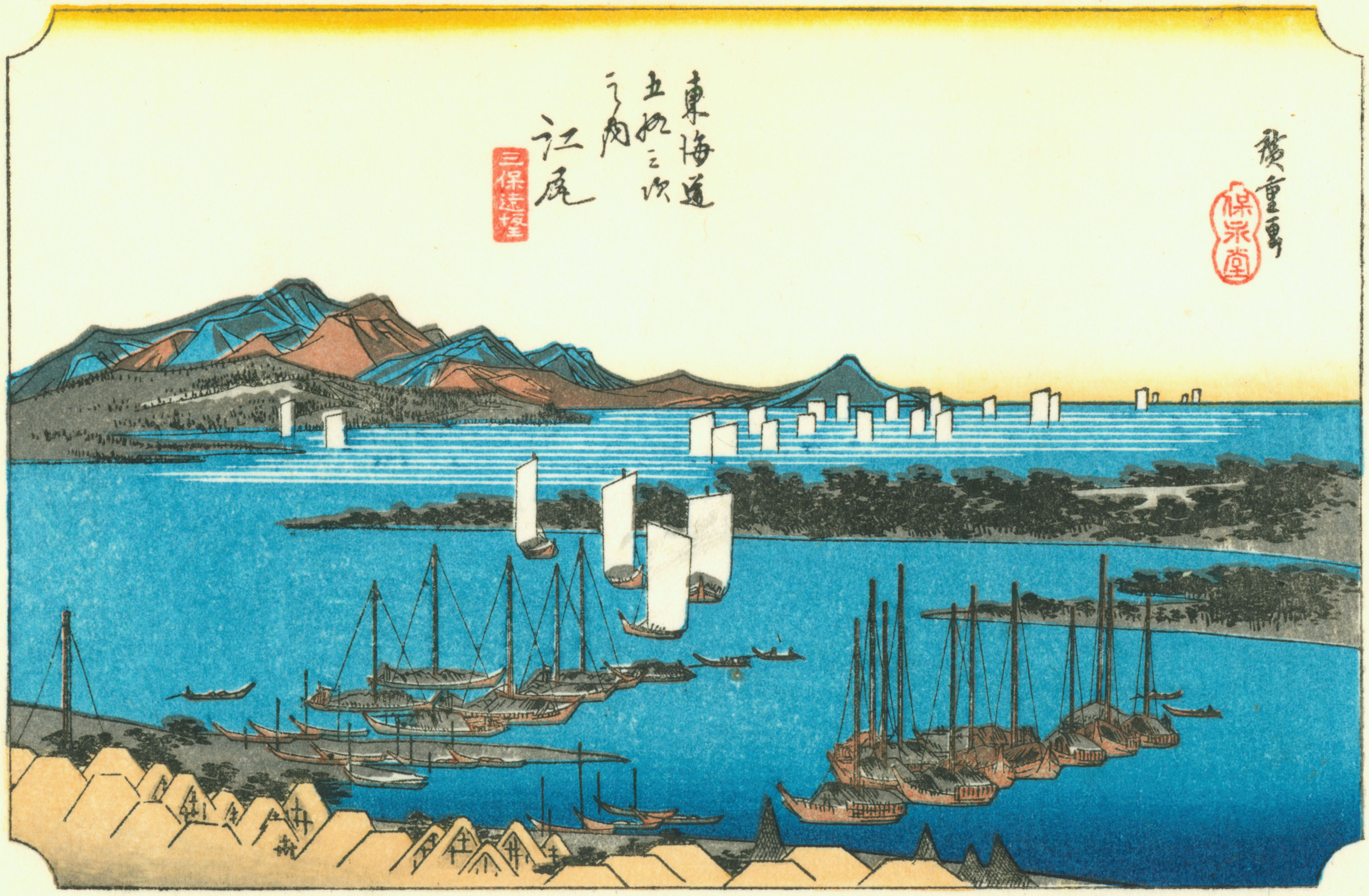
歌川広重『東海道五十三次・江尻』